# Ollinsaari (ö i Österbotten)
Ollinsaari är en ö i Finland. Den ligger i Kyro älv och i kommunen Storkyro och landskapet Österbotten, i den sydvästra delen av landet, 300 km norr om huvudstaden Helsingfors. Öns area är 0,5 hektar och dess största längd är 180 meter i öst-västlig riktning. Intill ligger en lite mindre holme utan namn. 